# Larry Jost
Lawrence „Larry“ O. Jost (* 22. Februar 1921 in Detroit, Michigan; † 28. Oktober 2001 in Kelseyville, Kalifornien) war ein US-amerikanischer Tontechniker.

## Leben
Jost begann seine Karriere 1958 mit dem Drama Verdammt sind sie alle, allerdings ohne Namensnennung im Abspann. Zwischen 1959 und 1961 war er an 59 Folgen der Westernserie Tausend Meilen Staub tätig, wandte sich denn jedoch wieder dem Film zu. Neben einigen B-Movie-Produktionen war er zunehmend auch an großen Hollywoodfilmen beteiligt. 1974 war er gleich zwei Mal für den Oscar in der Kategorie Bester Ton nominiert; für Die Zeit der Prüfungen und Der Tag des Delphins. Im darauf folgenden Jahr erfolgte seine dritte und letzte Oscar-Nominierung für Chinatown. 1977 war er erstmals für den BAFTA Film Award in der Kategorie Bester Ton nominiert, ging jedoch sowohl für Einer flog über das Kuckucksnest als auch im darauf folgenden Jahr für New York, New York leer aus. Jost beendete seine Karriere beim Film 1985. Er starb 2001 im Alter von 80 Jahren.

## Filmografie (Auswahl)
- 1958: Verdammt sind sie alle (Some Came Running)
- 1965: Träumende Lippen (A Patch of Blue)
- 1967: Point Blank
- 1967: Der Unbeugsame (Cool Hand Luke)
- 1969: Das Arrangement (The Arrangement)
- 1972: Das war Roy Bean (The Life and Times of Judge Roy Bean)
- 1973: Der Tag des Delphins (The Day of the Dolphin)
- 1974: Chinatown
- 1975: Einer flog über das Kuckucksnest (One Flew Over The Cuckoo’s Nest)
- 1977: New York, New York
- 1981: Meine liebe Rabenmutter (Mommie Dearest)
- 1982: Grease 2
- 1983: Silkwood
- 1984: Ein Single kommt selten allein (The Lonely Guy)

## Auszeichnungen (Auswahl)
- 1974: Oscar-Nominierung in der Kategorie Bester Ton für Die Zeit der Prüfungen
- 1974: Oscar-Nominierung in der Kategorie Bester Ton für Der Tag des Delphins
- 1975: Oscar-Nominierung in der Kategorie Bester Ton für Chinatown
- 1977: BAFTA-Film-Award-Nominierung in der Kategorie Bester Ton für Einer flog über das Kuckucksnest
- 1978: BAFTA-Film-Award-Nominierung in der Kategorie Bester Ton für New York, New York